# Rixi Moncada
Rixi Moncada, née à Comayagua, le 13 février 1965, est une politique hondurienne. Elle est l'actuelle candidate présidentielle du Parti Libre aux élections générales de 2025.
Avocate dans le secteur privé puis juge et magistrate dans la juridiction pénale, elle est conseillère pendant une décennie au ministère public et au Congrès de la République. Elle occupe, sous Xiomara Castro, les fonctions de ministre des Finances et de la Défense nationale.

## Biographie

### Premières années
Née à Comayagua en 1965, elle obtient un diplôme en droit pénal et procédure pénale de l'Université nationale autonome du Honduras en 2001, puis étudie plus tard en finances. 

### Carrière politique
En 2006, elle est nommée ministre du Travail au sein du nouveau gouvernement de Manuel Zelaya et est dans le cercle intime du président Zelaya.
En janvier 2008, elle est nommée directrice de la Société nationale d'énergie électrique (ENEE), puis occupe plusieurs postes de présidence de conseils d'administration d'organismes publics.
Après le coup d'État contre Manuel Zelaya, Moncado le représente lors des pourparlers de San José afin de résoudre la crise. Lorsque Zelaya fonde le parti Libre en 2012, Moncada rejoint son comité politique, puis occupe plusieurs postes administratifs au sein du parti,,.

Rixi Moncada, première femme présidente du Conseil national électoral du Honduras.

Le 10 septembre 2019, elle est choisie par le Congrès national comme conseillère du Conseil national électoral, dans le cadre d'un processus de sélection qui a pris en compte divers facteurs, notamment sa carrière professionnelle et son affiliation politique,. Sa nomination intervient dans le cadre de la formation du nouvel organe électoral, mis en place à la suite de réformes institutionnelles visant à renforcer le système démocratique du pays. Dix jours plus tard, le 20 septembre, elle est élue présidente de cet organe pour la période 2019-2020, assumant des responsabilités clés dans l’organisation et la supervision des processus électoraux. 
Le 27 janvier 2022, elle prête serment en tant que ministre des Finances, au sein du gouvernement de la présidente Xiomara Castro, qui prend le pouvoir le même jour. Elle démissionne de ses fonctions le 1er janvier 2024 pour se concentrer sur son aspiration à obtenir la nomination présidentielle au sein de son parti. Elle remporte finalement les élections primaires et est nommée candidate à la présidence du Parti Liberté et refondation en vue des élections générales de 2025.
Le 1er septembre 2024, la présidente Xiomara Castro la nomme ministre de la Défense nationale, après la démission de l'ancien ministre José Manuel Zelaya Rosales. Elle devient la première femme à occuper ce poste dans l’histoire du pays. Dès sa prise de fonction, elle exprime son engagement à défendre la souveraineté nationale et à renforcer le rôle des forces armées dans la lutte contre les menaces internes telles que la corruption et le trafic de drogue. En mai 2025, elle démissionne de ses fonctions pour poursuivre sa campagne présidentielle en vue des élections générales.

## Accusations
Après le coup d'État contre le président Zelaya en juin 2009, Rixi Moncada a été liée à des affaires de corruption et a fait l'objet d'une enquête pour corruption.
Le 22 juillet 2009, le parquet anti-corruption accuse Moncada d'abus de pouvoir et de fraude, pour la prétendue surévaluation de la location d'un immeuble pour l'ENEE. En avril 2010, la Cour prononce un rejet définitif de l'affaire contre elle, qui est ratifié en décembre 2013, lorsque la Cour rejette l'appel du Bureau du procureur. 
Alors que Rixi Moncada était directrice d'ENEE, l'entreprise publique a signé un contrat avec Odebrecht pour la construction de deux barrages, qui n'a pas été publié. Suite au scandale de corruption d'Oderbrecht, le parquet hondurien lance une enquête, dans laquelle elle serait impliquée. En 2018, elle affirme que le contrat signé sous l'administration de Zelaya était « sain et correct » et qu'il avait été modifié de manière préjudiciable par la suite. Elle s'est également déclarée ouverte à une enquête,.